# لطف‌آباد (درگز)
لُطف‌آباد شهری در بخش لطف آباد شهرستان درگز استان خراسان رضوی ایران است و زبان مردم این روستا ترکی خراسانی است.

## جمعیت
بر پایه سرشماری عمومی نفوس و مسکن در سال ۱۳۹۵ جمعیت این شهر ۱٬۸۶۵ نفر (در ۶۰۵ خانوار) بوده‌است.